# パルティニーコ
パルティニーコ（イタリア語: Partinico ; シチリア語: Partinicu）は、イタリア共和国シチリア州パレルモ県にある、人口約3万2000人の基礎自治体（コムーネ）。

## 名称
- 古代ギリシア語: Parthenikòn

## 地理

### 位置・広がり
パレルモ県北西部のコムーネ。アルカモから東北東へ15km、県都パレルモから西南西へ23kmの距離にある。

#### 隣接コムーネ
隣接するコムーネは以下の通り。括弧内のTPはトラーパニ県所属を示す。
- アルカモ (TP)
- バレストラーテ
- ボルジェット
- カリーニ
- ジャルディネッロ
- モンレアーレ
- テッラジーニ
- トラッペート